# Glenospora graphii
Glenospora graphii är en svampart som först beskrevs av Harz & Bezold, och fick sitt nu gällande namn av Paul Vuillemin 1912. Glenospora graphii ingår i släktet Glenospora och familjen Septobasidiaceae.   Inga underarter finns listade i Catalogue of Life.